# Nina Ferrer
Nina Ferrer es una actriz española con una breve carrera interpretativa que se desarrolló fundamentalmente en la década de 1980.

## Actividad profesional
Actriz de gran belleza, debuta ante la cámara siendo aún muy joven en 1982, de la mano de Antonio Mercero, que le confía un pequeño papel en la película Buenas noches, señor monstruo, vehículo de lucimiento para Regaliz, uno de los grupos musicales infantiles de moda en el momento, en el que también intervenían el veterano Luis Escobar y el niño Miguel Ángel Valero.
La gran popularidad le llega un año más tarde, cuando interpreta el papel de Sonia, la hija de Ana Diosdado en Anillos de oro, una de las series de mayor impacto en la historia de Televisión española, y que permite a Sonia convertirse en un rostro conocido entre el público español.
Aprovecha el momento de popularidad para presentar el espacio de TVE De siete en siete (1985-1987), junto a Cristina Higueras, y rodar entre otras Futuro imperfecto (1985), de Nino Quevedo y No hagas planes con Marga (1988), de Rafael Alcázar, donde finalmente alcanza un papel protagonista junto a Micky Molina, Juan Echanove y Aitana Sánchez-Gijón.
Sin embargo, tras el estreno de este último título, se retira definitivamente del mundo de la interpretación.